# Maximino (conde dos assuntos militares)
Maximino (em latim: Maximinus) foi um oficial bizantino do século V, ativo sob o imperador Teodósio II (r. 408–450). Exerceu a função importante de embaixador para Átila (r. 434–453), rei dos hunos.

## Vida

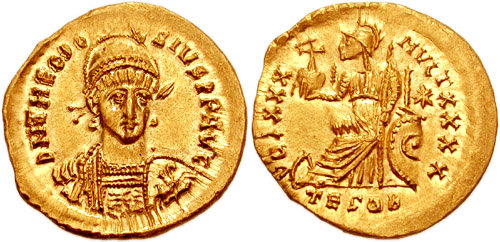
Soldo de r.

A origem de Maximino é desconhecida, salvo que foi de boa família e próximo do imperador. Surge pela primeira vez em 449, quando foi escolhido por Teodósio II, Crisáfio e Marcial como embaixador a Átila. Foi seguido por Vigilas e Prisco, a quem chamou. Teve duas audiências com Átila antes de voltar a Constantinopla no fim de 449 ou início de 450 com pedido do rei pela reparação de Constâncio. No verão de 450, foi enviado por Teodósio com um exército contra Zenão na Isáuria. Depois, talvez estava com Prisco em Roma. Em 453, foi ao Oriente como estratego, encontrando Ardabúrio em Damasco. De lá, possivelmente foi à Tebaida, onde nobades e blêmios vieram após uma derrota e ofereceram não fazer guerra enquanto estivesse na Tebaida. Ele negociou uma paz de 100 anos e a troca de reféns e prisioneiros, mas sua morte súbita causou o recomeço do conflito. Aparentemente foi comandante militar ali, ou duque da Tebaida ou mais provavelmente conde dos assuntos militares.